# Taterillus tranieri
Taterillus tranieri is een zoogdier uit de familie van de Muridae. De wetenschappelijke naam van de soort werd voor het eerst geldig gepubliceerd door Dobigny, Granjon, Aniskin, Ba & Volobouev in 2003.